# روش راه‌انداز-گال۴

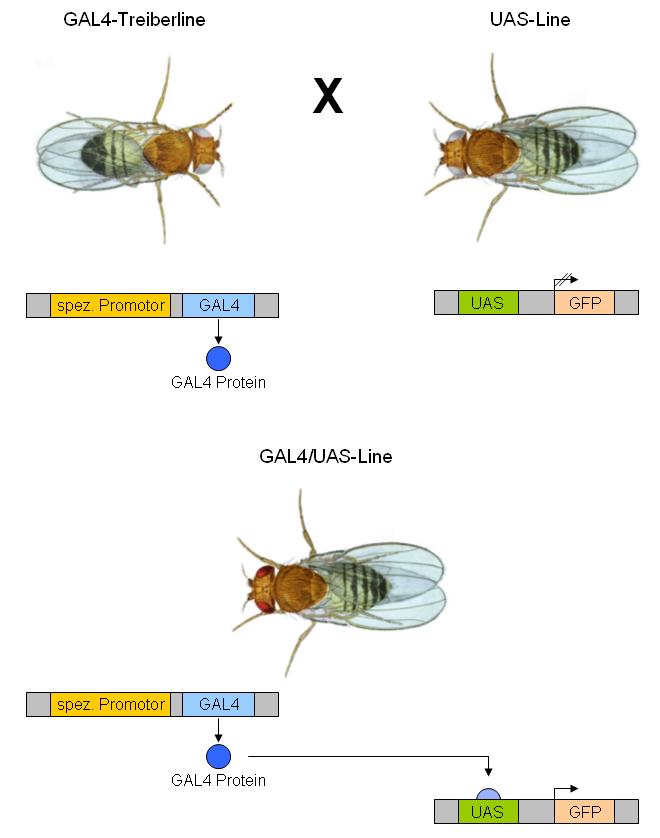
یک نمونه سیستم GAL4-UAS ، با مگسی با کد ژنتیکی GAL4 و مگسی با کد ژنتیکی گزارشگر UAS. مگس حاصل از جفتگیری دو مگس اولیه دارای هر دو کد ژنتیکی بوده و ژن پایین دست UAS را بیان می کد.

سیستم GAL4-UAS روشی برای بررسی بیان و عملکرد ژن‌ها در موجوداتی مانند مگس سرکه است. این روش در سال 1988 توسط Hitoshi kakidani و Mark Ptashne و Nicholas Webster و Pierre Chambon  ابداع شد و در 1993 توسط Andrea Brand و Norbert Perrimon  تکمیل گردید. این روش، یکی از قوی ترین تکنیک ها برای بررسی وضعیت بیان ژنها محسوب می شود .  این سیستم دارای دو بخش است: ژن Gal4 ،که پروتین GAL4 که یک پروتئین فعال کننده رونویسی در مخمر است را کد می‌کند و UAS ( توالی فعال کننده ی بالادست ) راه اندازی است که Gal4 به طور اختصاصی به آن می چسبد تا رونوسی را آغاز کند.     
برخی از انواع ژن‌های گزارشگر: 
- پروتئین های فلورست مانند پروتئین فلورسنت سبز (GFP) یا پروتئین ‌های فلورسنت قرمز (RFP) که به محققین کمک می‌کنند تا ببینند چه سلول‌هایی Gal4 را بیان می‌کنند.
- کانال‌های رودوپسینی که نورون‌ها را به کمک طول موج خاصی از نور فعال می‌کنند.
- هالو‌رودوپسین‌ها که نورون‌ها را به کمک طول موج‌ خاصی از نور مهار می‌کنند.
- Shibire که نورون‌ها را در دمای بالای 30 درجه مهار می‌کند. مگس‌ها با این ژن می‌توانند در دما‌های پایین‌تر با فعالیت نورونی طبیعی پرورش یابند. سپس دمای بدن مگس‌ها افزایش یاقته و این نورون‌ها خاموش می‌شوند[۵]. تغییر در رفتار مگس نشانه‌ای برای نقش این نورون‌ها است.
- GECI (نشانگر ژنتیکی کلسیم) که معمولاً از پرتئین‌های خانواده‌ی GCamp است. وقتی این پروتئین ‌ها در معرض کلسیم قرار می‌گریرند فلورسانس از خود نشان می‌دهند. این اتفاق در نورن‌ها معمولاً هنگام پتانسیل عمل اتفاق ‌می‌افتد. این موضوع به محققان کمک می‌کند که از سیستم عصبی در حال فعالیت عکس و فیلم بگیرند.

پروتئین GAL4 به طور عمده از یک دومین اتصال به‌ دی‌ان‌ای و یک دومین فعال کننده تشکیل شده‌است. UAS که محل اتصال GAL4 است دارای توالی CGG-N11-CCG است. N11 متواند هر بازآلی‌ای باشد. با این‌ که GAL4 پروتئین‌ای مخصوص مخمر است و معمولاً در دیگر موجودات یافت نمی‌شود می‌تواند یه عنوان یک فاکتور رونویسی در بسیاری از موجودات مانند مگس سرکه و انسان فعالیت کند.این نشان می‌دهد که مکانیسم‌های مشترکی برای بیان ژن در طی خاریخ تکاملی بین موجودات حفظ شده است.
در مگس سرکه، ژن Gal4 در کنار یکی از پروموتر‌ها یا توالی‌های روشن کننده‌ی خود مگس سرکه قرار ‌می‌گیرد درحالی که UAS کنترل ژن مورد نظر را که می‌تواند یک ژن گزارش گر باشد، در دست دارد. Gal4 تنها زمانی بیان ‌می‌شود که توالی روشن کننده فعال است و در عین حال، GAL4 تنها زمانی رونویسی ژن را فعال می‌کند که UAS بالادست آن ژن وجود داشته باشد.
1. ↑  Kakidani, Hitoshi; Ptashne, Mark (1988). "GAL4 activates gene expression in mammalian cells". Cell. 52 (2): 161–167. doi:10.1016/0092-8674(88)90504-1. PMID 2830021.
2. ↑  Webster, N.; Jin, J. R.; Green, S.; Hollis, M.; Chambon, P. (1988). "The yeast UASG is a transcription enhancer in human HeLa cells in the presence of the GAL4 trans-activator". Cell. 52 (2): 169–78. doi:10.1016/0092-8674(88)90505-3. PMID 2830022.
3. ↑  Brand, A. H.; Perrimon, N. (1993). "Targeted gene expression as a means of altering cell fates and generating dominant phenotypes". Development. 118 (2): 401–415. PMID 8223268.
4. ↑  Duffy, J. B. (2002). "GAL4 system in Drosophila: A fly geneticist's Swiss army knife". Genesis. 34 (1–2): 1–15. doi:10.1002/gene.10150. PMID 12324939.
5. ↑  Kitamoto, Toshihiro (2001). "Conditional modification of behavior in Drosophila by targeted expression of a temperature-sensitive shibire allele in defined neurons". Journal of Neurobiology. 47 (2): 81–92. doi:10.1002/neu.1018. PMID 11291099.
6. ↑  Janice A. Fischer; Edward Giniger; Tom Maniatis; Mark Ptashne (1988). "GAL4 activates transcription in Drosophila". Nature. 332 (6167): 853–6. doi:10.1038/332853a0. PMID 3128741.
7. ↑  Webster, N.; Jin, J. R.; Green, S.; Hollis, M.; Chambon, P. (1988). "The yeast UASG is a transcription enhancer in human HeLa cells in the presence of the GAL4 trans-activator". Cell. 52 (2): 169–78. doi:10.1016/0092-8674(88)90505-3. PMID 2830022.